# ジョセフ・アクパラ
ジョセフ・エネオジョ・アクパラ（Joseph Eneojo Akpala, 1986年8月24日 - ）は、ナイジェリア・ジョス出身の元同国代表サッカー選手。現役時代のポジションはFW（センターフォワード）。

## クラブ歴
アクパラは、2002年までの5年間ペプシ・フットボール・アカデミーに在籍し 、ジョン・ミケル・オビやソガ・サンボらと共にプレーした。2003年にベンデル・ユナイテッドFCのユースに移籍し、その後プロ契約を初めて結んだ。2005年にベンデル・インシュアランスFCへ移籍し、同年に19試合13得点を挙げナイジェリア・プレミアリーグ得点王に輝いた。
2006年1月にベルギー・ジュピラー・リーグのシャルルロワSCへ移籍し、2007-08シーズンに18得点を挙げ得点王を獲得。この活躍から翌2008-09シーズンにヤン・ブレイデルスタディオンをホームとする同リーグの強豪クルブ・ブルッヘKVへ移籍することになった。加入1年目は2シーズン連続で得点王に輝くことは出来なかったものの、チーム最多の15得点を挙げハイメ・アルフォンソ・ルイス （17得点）、トム・デ・ステル（16得点）、ディウメルシ・ムボカニ（15得点）に次ぐ得点ランク4位に入った。翌シーズンはカメルーン代表ストライカーのドルジュ・クエマアが加入したことによりレギュラーの座を脅かされたが、彼は9得点、自身はヴェスレイ・ソンクと共に7得点を挙げた。
2011-12シーズンに15得点を挙げ、移籍金200万ユーロを用意したウェストハム・ユナイテッドFCやセルティックFCが争奪戦を繰り広げていたが、8月22日にヴェルダー・ブレーメンと4年契約を結んだ。9月1日、ホームでの第2節ハンブルガーSV戦でデビューし2-0で勝利した。
2013年9月3日、スュペル・リグのカルデミル・カラビュックスポルへシーズンローンとなることが発表された。公式戦合計14試合6得点を記録したが、年内最終戦となるスィヴァススポル戦でアキレス腱を負傷し途中交代。シーズンを棒に振るものの、2014年8月11日に完全移籍へ移行し3年契約を締結した。
2015年7月7日、KVオーステンデへ3年契約で移籍し再びベルギーでプレーする。2018年8月23日、サウジ・プロフェッショナルリーグのアル・ファイサリー・ハルマへ移籍。公式戦合計14試合5得点を記録したが、翌年2月にサウジアラビアを去った。
2019年11月18日、オーステンデへシーズン終了までの契約で復帰。ハムストリングの負傷も影響し公式戦合計7試合1得点に留まり、シーズンを終えると契約満了により退団した。
2021年4月7日、リーガIのFCディナモ・ブカレストにシーズン末までの契約で加入した。

## 代表歴
2005年から2007年の間にサムソン・シアシア監督率いるU-20ナイジェリア代表でプレー。
2008年9月6日、2010 FIFAワールドカップ・アフリカ予選の南アフリカ戦で80分にイケチュク・ウチェと交代でA代表デビューを果たした。その後、不規則ながら招集されていたもののアフリカネイションズカップ2010のメンバー入りはならず、2010 FIFAワールドカップでは、直前にイギリスで行われたトレーニングキャンプへラーシュ・ラーゲルベック監督に選ばれたが、セイ・オロフィンジャナ、イケチュク・ウチェ、ピーター・ウタカと共に最終メンバーから落選した。

## タイトル
- ナイジェリア・プレミアリーグ得点王 : 2005（13得点）
- ジュピラー・リーグ得点王 : 2007-08（18得点）

## 個人成績
クラブでの出場記録
| クラブ成績   | クラブ成績             | クラブ成績         | リーグ | リーグ | カップ      | カップ      | リーグ杯 | リーグ杯 | 国際大会   | 国際大会   | 通算 | 通算 |
| シーズン     | クラブ                 | リーグ             | 出場   | 得点   | 出場        | 得点        | 出場     | 得点     | 出場       | 得点       | 出場 | 得点 |
| ナイジェリア | ナイジェリア           | ナイジェリア       | リーグ | リーグ | カップ      | カップ      | リーグ杯 | リーグ杯 | 国際大会   | 国際大会   | 通算 | 通算 |
| ------------ | ---------------------- | ------------------ | ------ | ------ | ----------- | ----------- | -------- | -------- | ---------- | ---------- | ---- | ---- |
| 2003         | ベンデル・ユナイテッド | ?                  | ?      | ?      | —           | —           | —        | —        | —          | —          | ?    | ?    |
| 2004         | ベンデル・ユナイテッド | ?                  | ?      | ?      | —           | —           | —        | —        | —          | —          | ?    | ?    |
| 2005         | インシュアランス       | プレミアリーグ     | 19     | 13     | —           | —           | —        | —        | —          | —          | 19   | 13   |
| ベルギー     | ベルギー               | ベルギー           | リーグ | リーグ | ベルギー杯  | ベルギー杯  | リーグ杯 | リーグ杯 | ヨーロッパ | ヨーロッパ | 通算 | 通算 |
| 2005-06      | シャルルロワ           | ジュピラー・リーグ | 8      | 2      | —           | —           | —        | —        | —          | —          | 8    | 2    |
| 2006-07      | シャルルロワ           | ジュピラー・リーグ | 22     | 5      | —           | —           | —        | —        | —          | —          | 22   | 5    |
| 2007-08      | シャルルロワ           | ジュピラー・リーグ | 31     | 18     | —           | —           | —        | —        | —          | —          | 31   | 18   |
| 2008-09      | クルブ・ブルッヘ       | ジュピラー・リーグ | 32     | 15     | —           | —           | —        | —        | —          | —          | 32   | 15   |
| 2009-10      | クルブ・ブルッヘ       | ジュピラー・リーグ | 31     | 7      | —           | —           | —        | —        | —          | —          | 31   | 7    |
| 2010-11      | クルブ・ブルッヘ       | ジュピラー・リーグ | 28     | 7      | —           | —           | —        | —        | —          | —          | 28   | 7    |
| 2011-12      | クルブ・ブルッヘ       | ジュピラー・リーグ | 36     | 15     | —           | —           | —        | —        | —          | —          | 36   | 15   |
| 2012-13      | クルブ・ブルッヘ       | ジュピラー・リーグ | 3      | 0      | —           | —           | —        | —        | —          | —          | 3    | 0    |
| ドイツ       | ドイツ                 | ドイツ             | リーグ | リーグ | DFBポカール | DFBポカール | リーグ杯 | リーグ杯 | ヨーロッパ | ヨーロッパ | 通算 | 通算 |
| 2012-13      | ブレーメン             | ブンデスリーガ     | 13     | 1      | —           | —           | —        | —        | —          | —          | 13   | 1    |
| 総通算       | 総通算                 | 総通算             | 211    | 69     | —           | —           | —        | —        | —          | —          | 223  | 70   |